# オットー・クンツェ

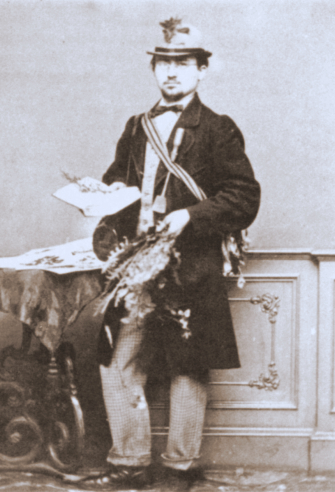
オットー・クンツェ

カール・エルンスト・オットー・クンツェ（Carl Ernst Otto Kuntze、1843年6月22日 - 1907年）は、ドイツの植物学者である。世界各国の植物を自ら集め、独自の分類法を提案するが、認められなかった。

## 略歴
ザクセン王国のライプツィヒで生まれ、商業学校で貿易と薬学を学んだ。若い頃から植物学を学び、ライプツィヒの地域の多くの植物を集めた。1867年に『ライプツィヒの植物便覧』（Taschen-Flora von Leipzig）を出版した。ベルリンに出て事務員として働き、のち1863年から1866年の間は貿易商として働き中部ヨーロッパやイタリアを旅した。余暇にベルリンの植物を集めた。採集旅行には植物学者のアレクサンダー・ブラウン（Alexander Brown）やパウル・アシェルソン（Paul Ascherson）と同行した。1867年に『ドイツのブラックベリーの品種改良』（Reform deutscher Brombeeren）の執筆をし、キイチゴ属について記述した。1868年にライプツィヒに戻り、精油などを製造する工場を設立した。事業は成功し、5年後には引退して植物学の研究に専念することができるようになった。1874年から1876年にカリブ海、南米、日本、中国、東南アジア、インドの世界周遊を行った。この旅で7,700あまりの植物標本を集めた。民族学的資料も収集し、ライプツィヒ民族学博物館に保存されている。この旅行の記録は1881年に『地球へ』（Um die Erde）として出版された。
1878年にベルリン、ライプツィヒ、フライブルクの大学で研究し、博士号を得た。博士論文『アカネ科のモノグラフ』は出版された。翌年分類方法について発表されるが、その方法については批判を受け、受け入れられなかった。
1884年から1890年の間、自ら収集した標本の整理と分類をベルリンやキューガーデンで行う一方、1886年にロシア中部、1887年にカナリア諸島を訪れ、1891年に2巻の『植物の種の一覧』（Revisio generum plantarum）を出版した。ほとんどの植物の分類を見直したもので、これは多くの批判を浴びた書籍となった。その後も1891年から収集した南アメリカの植物を記述した3巻目を執筆するが、大部分の植物学者はその分類を否定した。
1894年に南アフリカやアフリカのドイツ植民地を旅し、1895年からイタリアのサンレモに暮らし、1904年にオーストラリア、サモア、ハワイ、アメリカを訪れた。1905年にウィーンの国際会議でクンツェの分類は否定され、クンチェは会議の途中で議論するのをやめた。国際会議後に健康を害し、イタリアで没した。

## 著作
- Revisio generum plantarum:vascularium omnium atque cellularium multarum secundum leges nomenclaturae internationales cum enumeratione plantarum exoticarum in itinere mundi collectarum. 3 Bände. Leipzig 1891–1898 (online).
- Phytogeogenesis. Die vorweltliche Entwickelung der Erdkruste und der Pflanzen in Grundzügen. Paul Frohberg, Leipzig 1884 (online).